# Aaron McGruder
Aaron McGruder, född 29 maj, 1974 i Chicago, Illinois, är en amerikansk serieskapare och upphovsman till humorserien "Boondocks" ("Bystan").